# Bjurträsket (Degerfors socken, Västerbotten)
Bjurträsket är en sjö i Vindelns kommun i Västerbotten och ingår i Umeälvens huvudavrinningsområde. Sjön har en area på 0,302 kvadratkilometer och ligger 257,2 meter över havet. Sjön avvattnas av vattendraget Sävsjöbäcken.

## Delavrinningsområde
Bjurträsket ingår i det delavrinningsområde (717291-167476) som SMHI kallar för Mynnar i Åman. Medelhöjden är 282 meter över havet och ytan är 14,22 kvadratkilometer. Det finns ett avrinningsområde uppströms, och räknas det in blir den ackumulerade arean 29,49 kvadratkilometer. Sävsjöbäcken som avvattnar avrinningsområdet har biflödesordning 4, vilket innebär att vattnet flödar genom totalt 4 vattendrag innan det når havet efter 158 kilometer. Avrinningsområdet består mestadels av skog (77 procent) och sankmarker (14 procent). Avrinningsområdet har 0,39 kvadratkilometer vattenytor vilket ger det en sjöprocent på 2,7 procent.